# Yaël Ménaché
Pour les articles homonymes, voir Menache.
Yaël Ménaché est une femme politique française, née le 12 mai 1985 à Péronne (Somme).
Membre du Rassemblement national, elle est élue députée dans la 5e circonscription de la Somme lors des élections législatives de 2022. Elle siège au sein du groupe RN et est membre de la commission des Finances et de la commission des Affaires européennes de l'Assemblée nationale.
Elle est réélue dès le premier tour lors des élections législatives anticipées de 2024.

## Biographie

### Situation personnelle
Yaël Ménaché naît le 12 mai 1985 à Péronne, dans la Somme. Elle est la fille d'une mère fonctionnaire hospitalière et d'un père expert-comptable. Sa famille est d'origine juive irakienne. Elle habite dans une commune proche de Péronne, elle est mère de deux enfants.
Son ex-conjoint, parti en Ukraine, est condamné en octobre 2024 pour des faits de violences intrafamiliales dont Yaël Ménaché et leur fille ont été victimes pendant des années.

### Formation et parcours professionnel
Elle obtient une licence de philosophie à l’université de Lille 2, puis une licence de droit à l'université catholique de Lille.
Commerciale de profession, elle est associée-gérante dans le secteur du diamant, puis chargée d’affaires dans le secteur de l’informatique.

### Carrière politique

#### Débuts
Elle dit s'être engagée au Rassemblement national pour faire barrage à l'antisémitisme et par amour de la France, pays dont elle dit qu’il a accueilli sa famille, originaire d'Irak, il y a un siècle.

#### Élections départementales de 2021
En 2021, elle est candidate aux élections départementales dans le canton de Péronne, en binôme avec Damien Rieu. Arrivé en tête au premier tour, le binôme obtient 45 % des suffrages au second tour et est en conséquence battu par son concurrent de gauche. Dans un article du Courrier Picard paru un an plus tard, le 30 mai 2022, elle annonce s'être désolidarisée de Damien Rieu, lequel a rejoint Reconquête créé fin 2021 par Éric Zemmour.

#### Élections régionales de 2021
Aux élections régionales de 2021, elle figure en 4e position pour la Somme sur la liste régionale de Sébastien Chenu, qui n'obtient que trois sièges dans ce département.
Elle interrompt l’exercice de ses fonctions lors des élections départementales et régionales de 2021, puis lors de la campagne présidentielle de Marine Le Pen, pour se consacrer pleinement à la campagne électorale. Elle devient députée quelques mois plus tard.[réf. nécessaire].

#### Députée de la Somme
Début 2022, elle est nommée déléguée départementale du Rassemblement national dans la Somme, puis annonce sa candidature aux élections législatives dans la 5e circonscription de ce département (dont les villes principales sont Péronne, Albert, Ham et Roye).
Lors des élections législatives de 2022, elle obtient 34,49 % des suffrages au premier tour, éliminant le député sortant Grégory Labille. Elle est élue députée le 19 juin 2022, récoltant près de 61 % des suffrages face au candidat de la Nupes, Guillaume Ancelet.
En septembre 2022, elle est agressée physiquement à son domicile avec son mari et menacée de mort par des voisins alcoolisés, au cours d'une fête d'anniversaire. Le couple se voit prescrire plusieurs jours d'ITT,,. D'après StreetPress, les agresseurs sont des sympathisants RN ayant pris part à sa campagne. Toutefois, selon d'autres sources, un des suspects déclare avoir donné des coups à cause de son étiquette politique, ajoutant : « Tu n'avais qu'à pas être députée RN »,,. Le procès a lieu en mars 2023. Yaël Ménaché a été obligée de déménager. Les agresseurs sont condamnés à deux et trois mois de prison avec sursis.
Lors de la XVIe législature, elle est présidente du groupe d'amitié France-Serbie.
En juin 2024, Yaël Ménaché est candidate à sa réélection à la suite de la dissolution de l’Assemblée nationale par Emmanuel Macron le 9 juin. Elle est réélue dès le premier tour avec près de 56 % des suffrages exprimés le 30 juin.

## Distinctions
- Croix de l'ordre du Vožd Djordje Stratimirović (2023).

## Polémique
Dans la nuit du 14 au 15 décembre 2024, elle est contrôlée par la gendarmerie à Chauny à bord d'un véhicule non-assuré dont elle est propriétaire ; son conducteur est verbalisé pour défaut d'assurance,. Elle a, d’après le rapport de gendarmerie, « adopté un comportement verbal irrespectueux » et indiqué que son statut de députée lui accordait une immunité parlementaire, une immunité qui n'existe pas.